# Malvern (Ohio)
Pour les articles homonymes, voir Malvern.
Malvern est un village du comté de Carroll dans l’Ohio, aux États-Unis.

## Source
- (en) Cet article est partiellement ou en totalité issu de l’article de Wikipédia en anglais intitulé « Malvern, Ohio » (voir la liste des auteurs).